# Канадски долар
Канадски долар (код валуте CAD) је званична валута државе Канаде још од 1858. Обично се означава са ознаком долара - $, или алтернативно - C$ како би се разликовало од осталих доларских валута. Канадски долар се дели на 100 центи. 
У употреби су новчанице од 5, 10, 20, 50 и 100 долара и кованице у апоенима од 2$, 1$, 25 центи, 10 центи, 5 центи и 1 цент. Кованица од 50 центи је ретка. Новчанице од 2 и 1000 долара из 1986. су до данас повучене из употребе. 
Популарни назив за кованицу од једног долара је „луни“ (loonie), јер је на њему приказана канадска гуска (енгл. loon). По аналогији је име за кованицу од два долара „туни“ (toonie). Кованица од 25 центи се зове „квотер“ (енгл. quarter), а 1 цент се још зове и „пени“ (енгл. penny). 
Франкофонски Канађани кованицу од једног долара зову „уар“ (фр. Huard). 